# Т-180
Т-180 — промышленный гусеничный трактор, выпускавшийся Брянским автомобильным заводом с 1965 года. Первый в СССР серийный трактор тягового класса 15 т.с. 
Трактор использовался как в сельском хозяйстве для обработки почвы, так и в промышленности в качестве бульдозера и трубоукладчика. Трактор производился в различных модификациях, поставлялся в страны СЭВ.

## Модификации
С 1966 года выпускался Т-180Г, отличающийся от Т-180 наличием гидравлической системы для управления бульдозерным отвалом, а также навесными и прицепными машинами. В 1970-х годах ему на смену пришла более совершенная модификация Т-180Г2, которая выпускалась официально до 1987 года, когда Минавтопромом СССР было принято решение о прекращении выпуска гусеничных тракторов на Брянском автозаводе, однако в реальности промышленные трактора Т-180Г2 продолжали собирать по заключённым с потребителями «прямым» договорам вплоть до 1992 года, а выпуск запчастей для них продолжался до середины 1990-х.
- Т-180Г — с гидравлической системой управления навесными машинами
  - Т-180Г2
  - Т-180ГК1 — для работы в скальных грунтах: модернизирована трансмиссия, усилена рама, установлен предпусковой подогреватель ПЖД-600
    - Т-180ГК2
- Т-180КС — карьерная модификация в северном исполнении
- ДЗ-24 — бульдозер с неповоротным отвалом
  - ДЗ-24А — бульдозер с канатным приводом отвала
  - Д-521 — бульдозер с неповоротным отвалом
- ДП-22С — рыхлитель
- Д-255 — бульдозер с поворотным отвалом и уширителями
- Д-575С — бульдозер в северном исполнении
- Д-804ПГ — трактор с универсальным одноковшовым фронтальным погрузчиком
- Д-804М — трубоукладчик для труб диаметром 1020 мм
- Д-804МС
- Д-804МХЛК
- ЭТР-122 — траншейный экскаватор
- ВВПС-32/19 — вибропогружатель свай

## Технические характеристики
Трактор предназначен для работы с навесным и прицепным оборудованием на строительных объектах, в дорожном строительстве, а также в газовой, горнодобывающей, лесной и других отраслях промышленности. На тракторе установлен четырехтактный, дизельный, шестицилиндровый двигатель Д-180 с вертикальным расположением цилиндров, предкамерным смесеобразованием, нераздельной камерой сгорания в поршне, жидкостной закрытой системой охлаждения, запуском от пускового двигателя П-23. Для облегчения запуска основного двигателя при низких температурах имеется 2-хступенчатый декомпрессор (декомпрессия возможна в 3-х или 6-ти цилиндрах). Органы управления для запуска двигателя (педаль электростартера, рычаги муфты и бендикса, рычаг декомпрессора, кнопка глушения пускового двигателя) находятся в кабине.
Муфта сцепления сухая, постоянно замкнутая, с двумя ведущими и двумя ведомыми дисками, с пневматическим сервомеханизмом. Педаль сцепления, как и в большинстве гусеничных тракторов, расположена справа.
Коробка перемены передач механическая, четырёхходовая, с шестернями постоянного зацепления. Имеет 5 передач вперёд и 2 назад. Механизм поворота планетарный, одноступенчатый. Для управления механизмами поворота используются пневматические сервомеханизмы, что существенно облегчает управление трактором.  Планетарный механизм обеспечивает плавное изменение скорости каждой гусеницы (по отношению к другой гусенице), что позволяет поворачивать трактор по кривым различного радиуса. Главная передача коническая, со спиральными зубьями.
Конечные передачи одноступенчатые, с прямозубыми шестернями. Тормоза ленточные, двустороннего действия, работают в масляной ванне, снабжены пневматическими сервомеханизмами. При нажатии на педаль тормоза (расположена слева) оба рычага управления механизмами поворота переходят в крайнее заднее положение. Стояночный тормоз реализован в виде механического фиксатора, фиксирующего педаль тормоза в нажатом положении.
Подвеска трактора торсионная с балансирными каретками. Обеспечивает плавный ход на повышенных скоростях. Ведущая шестерня движителя — двухрядная.
Топливный бак расположен в кабине вдоль задней стенки, горловина выведена наружу. На тракторах Т-180Г снаружи на задней стенке кабины расположен масляный бак.
Прототип трактора Т-180 носил обозначение Т-140.
Недостатки:
1. Широкое использование пневмоприводов требует тщательного ухода за пневмосистемой. В случае замерзания конденсата в системе при отрицательных температурах трактор становится неработоспособен.
2. Известны частые случаи поломки коленвала двигателя пополам (коренная шейка между 3-м и 4-м цилиндрами) после капитального ремонта с расточкой коренных и шатунных шеек.